# Gerlachov (Poprad)
Gerlachov es un municipio del distrito de Poprad en la región de Prešov, Eslovaquia, con una población estimada a final del año 2024 de 864 habitantes.
Se encuentra ubicado al oeste de la región, cerca del río Poprad (cuenca hidrográfica del río Vístula) y de la frontera con la región de Žilina.

## Demografía
| Año        | 1994 | 2004     | 2014    | 2024    |
| ---------- | ---- | -------- | ------- | ------- |
| Población  | 704  | 796      | 830     | 864     |
| Diferencia |      | +13,06 % | +4,27 % | +4,09 % |

| Año        | 2023 | 2024    |
| ---------- | ---- | ------- |
| Población  | 867  | 864     |
| Diferencia |      | −0,34 % |